# Interstate 190 (Massachusetts)
Pour les articles homonymes, voir Interstate 190.
L'Interstate 190 (I-190) est une autoroute auxiliaire de 19,26 miles (31,00 km) du Massachusetts. Il s'agit d'une autoroute collectrice de l'I-90 (Massachusetts Turnpike) au centre de l'État. Elle ne croise pas l'I-90 puisque son terminus sud se trouve à un échangeur avec l'I-290 qui, elle, débute à l'I-90. Son terminus nord se situe à l'échangeur avec la Route 2 à Leominster.

## Description du tracé
Le terminus sud de l'I-190 se trouve à Worcester, à l'échangeur avec l'I-290. Elle se dirige immédiatement vers le nord en passant près de la rive est du Indian Lake. L'I-190 contourne West Boylston par l'ouest et se dirige vers Sterling. Elle continue vers le nord-est pour entrer dans les limites de Leominster. L'I-190 se termine à la jonction avec la Route 2 dans cette ville.

## Liste des sorties
| Interstate 190    |               |       |       |        |                                                                 |                                                           |
| Comté             | Municipalité  | mi    | km    | Sortie | Intersections / Destinations                                    | Notes                                                     |
| Worcester         | Worcester     | 0,00  | 0,00  |        | I-290 vers I-395 sud – Shrewsbury, Marlborough, Auburn, Norwich | Sortie 22 de l'I-290                                      |
| Worcester         | Worcester     | 1,11  | 1,79  | 1      | Route 12 (en) (Gold Star Boulevard / West Boylson Street)       |                                                           |
| Worcester         | Worcester     | 2,35  | 3,78  | 2      | Frontage Road / Ararat Street – Holden, Greendale               |                                                           |
| Worcester         | Worcester     | 3,54  | 5,70  | 3      | West Mountain Street – Holden, Boylston                         | Sortie direction sud, entrée direction nord               |
| Worcester         | West Boylston | 3,98  | 6,41  | 4      | Route 12 (en) – Boylston                                        |                                                           |
| Worcester         | Sterling      | 9,27  | 14,22 | 9      | Route 140 (en) – West Boylston, Princeton                       |                                                           |
| Worcester         | Sterling      | 14,12 | 22,73 | 14     | Route 12 (en) – Sterling, Clinton                               |                                                           |
| Worcester         | Lancaster     | 16,89 | 27,19 | 17     | Route 117 (en) – Leominster, Lancaster                          |                                                           |
| Worcester         | Leominster    | 19,26 | 31,00 | 19     | Route 2 (en) est / Mechanic Street – Boston, Leominster         | Indiqué sortie 19A (ouest) et 19B (est) en direction nord |
| Worcester         | Leominster    | 19,26 | 31,00 | 19     | Route 2 (en) ouest – Fitchburg                                  | Indiqué sortie 19A (ouest) et 19B (est) en direction nord |
| Worcester         | Leominster    | 19,40 | 31,20 | 19     | Mechanic Street (Nashua Street) – Leominster                    |                                                           |
| - Accès incomplet |               |       |       |        |                                                                 |                                                           |